# Ipomoea punticulata
Ipomoea punticulata es una especie fanerógama de la familia Convolvulaceae.

## Clasificación y descripción de la especie
Herbácea voluble, postrada o trepadora, perenne; tallo liso, angulado, corteza algo rojiza, exfoliante en las partes más viejas; hoja largamente ovada a lanceolada, de 2 a 8 cm de largo, de 1 a 6 cm de ancho, ápice acuminado o atenuado; inflorescencia con 1 a 3 flores; sépalos desiguales, elíptico-alargados, lanceolados, de 2 a 6 mm de largo, los internos más largos y con ápice truncado, los externos agudos u obtusos, glabros; corola casi con forma de embudo (subinfundibuliforme), de 3 a 4 cm de largo, blanca, base del tubo delgada; el fruto es una cápsula subcónica, de 5 a 6 mm de largo, bilocular, con 4 semillas, elíptico-circulares, de unos 4 mm de largo, 3-anguladas, puberulentas.

## Distribución de la especie
Esta especie se distribuye en la porción suroccidental de México en la vertiente del Pacífico y en la Sierra Madre del Sur, en los estados de Jalisco, Michoacán, Guerrero y Oaxaca.

## Ambiente terrestre
Se encuentra desde zonas transicionales de encinares y bosque tropical caducifolio hasta las partes más cálidas cercanas a la costa. Se registra en altitudes que varían de 150 a 1300 m. Florece de noviembre a marzo.

## Estado de conservación
No se encuentra bajo ningún estatus de protección.